# 莱岑 (梅克伦堡湖区县)
莱岑（德語：Leizen）是德国梅克伦堡-前波美拉尼亚州的市镇，隶属于梅克伦堡湖区县，总面积为27.75平方千米，截至2020年总人口为483人。